# ستيبي ميوتيتش
تيبي ميوتيتش (بالإنجليزية: Stipe Miocic؛ مواليد 19 أغسطس 1982) هو مُقاتل فنون قتالية مختلطة أمريكي محترف سابق ورجل إطفاء. كان يُنافس في فئة الوزن الثقيل في يو إف سي، حيث كان بطل يو إف سي للوزن الثقيل مرتين سابقًا. يعتبر النقاد والمعلقون ووسائل الإعلام ميوتيتش على نطاق واسع كأعظم مقاتل وزن ثقيل في تاريخ يو إف سي. اعتبارًا من 27 أغسطس 2024، احتل المركز 8 في تصنيفات يو إف سي للوزن الثقيل.
بعد أن دافع بنجاح عن لقبه أربع مرات خلال فترتي سيطرته على اللقب، فهو يحمل الرقم القياسي لأكثر عدد من الانتصارات في نزالات لقب الوزن الثقيل إلى جانب أطول سلسلبة دفاع عن اللقب في فئة الوزن الثقيل، في ثلاث دفاعات متتالية. يحمل ميوتيتش الرقم القياسي لجوائز لأكبر عدد من الجوائز ما بعد القتال، بتسع جوائز، وهو أكبر عدد في تاريخ فئة الوزن الثقيل في يو إف سي.
قبل مسيرته المهنية في الفنون القتالية المختلطة، كان ميوتيتش بطلًا للملاكمة في القفازات الذهبية ومصارعًا في القسم الأول من الرابطة الوطنية لرياضة الجامعات في جامعة ولاية كليفلاند.

## النشأة
ولد ونشأ في يوكليد، أوهايو، في 19 أغسطس 1982، ابن المهاجرين الكرواتيين كاثي وبوجان ميوسيتش (بالكرواتية: Miočić)‏، تلفظ [mîotʃitɕ]؛). ينحدر والده من رتينا، بينما والدته من سيتينغراد، كرواتيا. انفصل والديه عندما كان طفلاً واستمر في العيش مع والدته، في البداية مع أجداده، وعاش لاحقًا مع زوج والدته وأخيه الأصغر غير الشقيق جوناثان.
منذ الطفولة، شجعته والدته على ممارسة الرياضة. لعب ميوتيتش لعبة البيسبول وكرة القدم الأمريكية وصارع أثناء وجوده في مدرسة إيستليك الشمالية الثانوية. حصل على اهتمام من فرق دوري البيسبول الكبرى خلال سنوات دراسته الجامعية في جامعة ولاية كليفلاند وجامعة تريفيكا نازارين. كما لعب أيضًا لعبة البيسبول في القسم الثاني في جامعة كوكر في سنته الأولى في الكلية.
أثناء المصارعة في فئة الوزن 197 رطلاً لولاية كليفلاند الفايكنج، تنافس ميوتيتش في بطولة المصارعة بطولة الاتحاد الوطني لألعاب القوى الجماعية القسم الأول للمصارعة لعام 2003 في مدينة كانساس.
في تريفيكا، كان ميوتيتش طالبًا محبوبًا متخصصًا في دراسات الاتصالات. بصفته عضوًا في فريق البيسبول التابع لجيف فورهاند، فقد وصل إلى .344 بسبعة أشواط على أرضه في سنته الأخيرة وساعد فريق أحصنة طروادة على الفوز بالموسم العادي وألقاب البطولة لعام 2005 في مؤتمر عبر الجنوب الرياضي. تخرج من جامعة تريفيكا الناصري. تخصص في التسويق والاتصالات في جامعة ولاية كولورادو.

## مسيرت في فنون القتال المختلطة

### مسيرته المبكرة
خلال أيام دراسته، في عام 2005، تم تقديمه كشريك تدريبي للمصارعة مع دان بوبيش في مركز تدريب سترونغ ستايل إم إم إيه، في إنديبندنس، أوهايو. قام ميوتيتش في ذلك الوقت بالتدرب على العديد من الألعاب الرياضية (المصارعة والبيسبول)، ليتدرب معهم مرة أخرى بعد الانتهاء من تعليمه كمسعف في كلية مجتمع كاياهوغا. تدرب في البداية على فنون القتال المختلطة لكنه سرعان ما تحول إلى الملاكمة. يتذكر مدربه ماركوس مارينيلي أنه على الرغم من أنه تدرب لعدة أشهر فقط، إلا أنه كان يتفوق على الملاكمين ذوي الخبرة الأكبر. بعد ثمانية أشهر فقط من التدريب مع خلفية كونه بطل الملاكمة في كليفلاند جولدن جلوفز (الوصول إلى ربع النهائي في المواطنين)، ومصارع الرابطة الوطنية لرياضة الجامعات الدرجة الأولى في ولاية كليفلاند، بدأ ميوتيتش مسيرته المهنية في الفنون القتالية المختلطة بالفوز في نزالاته الست الأولى بالضربة القاضية. قاتل في البداية من أجل سلسلة قتال الحلفاء في أمريكا الشمالية (منظمة فنون القتال المختلطة مقرها أوهايو)، حيث فاز ببطولة سلسلة قتال الحلفاء في أمريكا الشمالية للوزن الثقيل.

### يو إف سي
ظهر ميوتيتش لأول مرة في يو إف سي كان ضد جوي بلتران في 8 أكتوبر 2011 في حدث يو إف سي 136 وفاز بالقتال من خلال قرار القضاة بالإجماع (29–28 و30–27 و29–28).
واجه ميوتيتش فيل دي فرايز في 15 فبراير 2012، في حدث يو إف سي على فيول تي في: سانشيز ضد إلينبرجر. فاز ميوتيتش بالقتال خلال الجولة الأولى عن طريق الضربة القاضية، وفي هذه العملية فاز بمكافأة أفضل ضربة قاضية في الليلة.
واجه ميوتيتش الوافد الجديد شاين ديل روزاريو في 26 مايو 2012 في حدث يو إف سي 146. فاز عبر الضربة الفنية القاضية (بالمرفقين) في الجولة الثانية.
واجه ميوتيتش ستيفان ستروف في 29 سبتمبر 2012، في حدث يو إف سي على فيول تي في 5. وخسر النزال عن طريق الضربة الفنية القاضية في الجولة الثانية. أكسبه هذا القتال على مكافأة قتال الليلة.
كان من المقرر أن يواجه ميوتيتش المخضرم العائد سوا باليلي في 15 يونيو 2013 في حدث يو إف سي 161. بعد إصابة متصدر الحدث رينان باراو، تم تعديل البطاقة قليلاً. تم إقران ميوتيتش مع روي نيلسون. هزم ميوتيتش، باعتباره مستضعفًا كبيرًا في الرهان، نيلسون من خلال قرار القضاة بالإجماع (30–27، 30–27، 30–27).
واجه ميوتيتش جبريل غونزاغا في 25 يناير 2014، في حدث يو إف سي على فوكس 10. فاز بالقتال من خلال قرار القضاة بالإجماع (30–27، 30–27، و29–28).
كان من المتوقع أن يواجه ميوتيتش جونیور دوس سانتوس في 24 مايو 2014، في حدث يو إف سي 173. وكان من المتوقع بعد ذلك أن يتم النزال بعد أسبوع في 31 مايو 2014، في نهائي المقاتل النهائي: البرازيل 3. في 5 مايو 2014، انسحب دوس سانتوس من القتال، بسبب إصابة في اليد وحل محله فابيو مالدونادو. فاز ميوتيتش في نزاله عن طريق الضربة الفنية القاضية بسبب اللكمات في وقت مبكر من الجولة الأولى وحصل على مكافأة أداء الليلة أيضًا.
أقيمت المباراة المعاد جدولتها مع دوس سانتوس في النهاية باعتبارها الحدث الرئيسي في حدث يو إف سي على فوكس 13 في 13 ديسمبر 2014. وخسر ميوتيتش النزال من خلال قرار القضاة بالإجماع. أكسبه هذا القتال على مكافأة قتال الليلة.
واجه ميوتيتش مارك هنت في 10 مايو 2015 في يو إف سي ليلة القتال 65. فاز ميوتيتش بالقتال من جانب واحد عن طريق الضربة الفنية القاضية في الجولة الخامسة. في وقت التوقف، كان ميوسيتش متقدمًا في جميع بطاقات الأداء الثلاثة (40–36، 40–35، و40–34). سجل ميوتيتش رقمًا قياسيًا في يو إف سي لأكبر عدد من الضربات التي تم تسجيلها في قتال واحد وأكبر هامش للضربة، متفوقًا على هنت 361–48 خلال مدة النزال.
كان من المتوقع أن يواجه ميوتيتش بن روثويل في 24 أكتوبر 2015 في يو إف سي ليلة القتال 76. انسحب ميوتيتش في 13 أكتوبر بسبب الإصابة. بعد ذلك، تمت إزالة روثويل من البطاقة في اليوم التالي بعد أن اعتبرت المنظمة أنه لا يمكن ترتيب خصم مناسب في غضون مهلة قصيرة. بدوره، تم إعادة حجز ميوتيتش بسرعة وواجه أندراي أرلوفسكي في نزال الفائز به سيترشخ ليُقاتل على اللقب في 2 يناير 2016، في حدث يو إف سي 195. هزم ميوتيتش أرلوفسكي عن طريق الضربة الفنية القاضية في الثانية 0:54 من الجولة الأولى. كما أكسبه هذا الفوز مكافأة أداء الليلة.
كان من المقرر لفترة وجيزة أن يحل ميوتيتش محل المصاب كين فيلاسكيز ويقاتل فابريسيو ويردوم على لقب بطولة يو إف سي للوزن الثقيل في 6 فبراير 2016 في حدث يو إف سي ليلة القتال 82. في 25 يناير 2016، في اليوم التالي لهذا الإعلان، انسحب ويردوم من القتال مع إصابة في الظهر.

### بطولة يو إف سي للوزن الثقيل

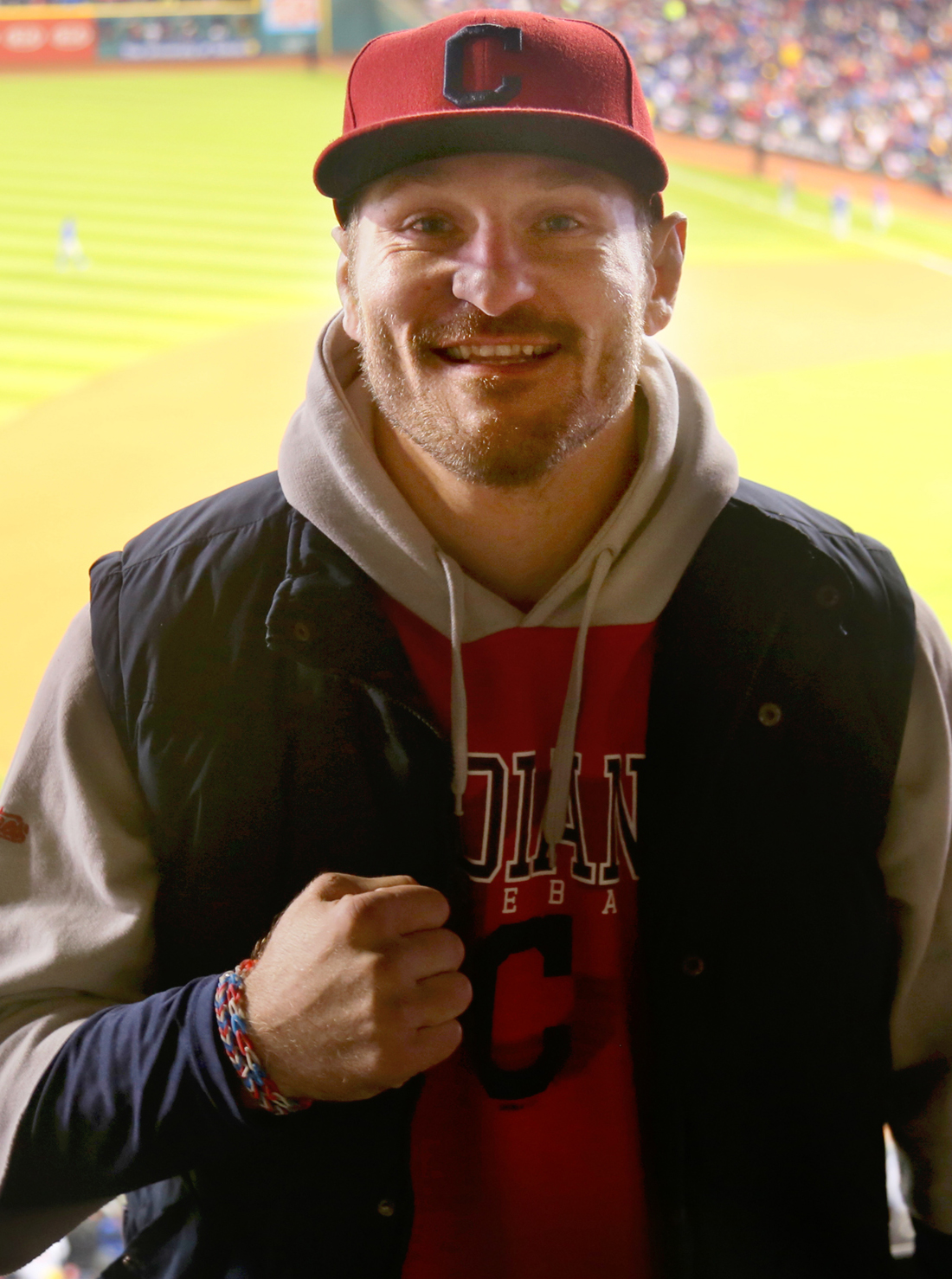
ميوتيتش ميوتيتش مباراة بيسبول في كليفلاند في عام 2016

واجه ميوتيتش في النهاية ويردوم في حدث يو إف سي 198 في 14 مايو 2016. أمسك بيوردم بخطاف أيمن قصير بينما كان يتراجع بعيدًا عن موجة من اللكمات في الجولة الأولى، وفاز بالبطولة وأعطى ويردوم أول هزيمة له منذ يونيو 2011. حصل أيضًا على مكافأة أداء الليلة.
في 10 سبتمبر 2016، قدم ميوسيتش دفاعه الأول عن لقبه في حدث يو إف سي 203 ضد أليستير أوفيريم. وعلى الرغم من سقوطه في بداية القتال، إلا أنه عاد سريعًا وفاز بالضربة القاضية في الجولة الأولى. أكسبه هذا القتال على مكافأة قتال الليلة.
قدم ميوسيتش دفاعه الثاني عن لقبه ضد جونیور دوس سانتوس في 13 مايو 2017، في حدث يو إف سي 211 في نزال العودة. فاز دوس سانتوس سابقًا على ميوتيتش من خلال قرار القضاة بالإجماع قريب في حدث يو إف سي على فوكس: دوس سانتوس ضد ميوتيتش في عام 2014. هذه المرة، بدأ ميوتيتش بقوة وسيطر على المثمن مبكرًا. على الرغم من تلقيه ركلات قوية في قصبة الساق، إلا أن ميوسيتش سدد لكمات قوية بدقة مدمرة لإسقاط دوس سانتوس. ثم تابع الضرب بالأرض ليفوز بالقتال عن طريق الضربة الفنية القاضية في منتصف الجولة الأولى. أكسبه هذا الفوز أيضًا على رابع مكافأة إضافية لأداء الليلة.
واجه ميوتيتش فرانسيس نغانو في 20 يناير 2018، في حدث يو إف سي 220. كان من المتوقع أن يكون القتال واحدة من أكثر القتالات إثارة في تاريخ يو إف سي، وشعر ميوتيتش علنًا بعدم الاحترام لأنه لم يتلق أبدًا مقدار الترويج والدعم الذي حصل عليه نغانو من يو إف سي. سيطر ميوتيتش على نغانو لمدة خمس جولات باستخدام الضربات مع السيطرة على الأرض بعد الإسقاط، وفاز من خلال قرار القضاة بالإجماع وحطم الرقم القياسي لأكثر عدد من الدفاعات المتتالية عن اللقب للقب بطولة الوزن الثقيل مع دفاعه الثالث الناجح. عندما تم الإعلان عن فوزه، بدلاً من الممارسة المعتادة، أخذ الحزام من دانا وايت وجعل مدربه ماركوس مارينيلي يضعه حوله. وتلقى ميوسيتش التهاني من كل من الرئيسة كوليندا غرابار كيتاروفيتش ورئيس وزراء كرواتيا أندريه بلينكوفيتش.
للدفاع الرابع عن لقبه، واجه ميوتيتش بطل يو إف سي لوزن خفيف الثقيل دانيال كورميي في 7 يوليو 2018، في الحدث الرئيسي ليو إف سي 226. تم وصف النزال البطل ضد البطل بأنها «القتال الخارق». كان ميوتيتش هو المرشح المفضل للنزال، ويرجع ذلك أساسًا إلى حجمه الطبيعي وميزة قوته بالإضافة إلى ضرباته الخطيرة على قدميه. خسر النزال بالضربة القاضية في الجولة الأولى، منهيا سيطرته على اللقب. جاءت الضربة القاضية بطريقة مثيرة للجدل، حيث تم تحذير كورميي عدة مرات من قبل الحكم مارك جودارد لمد أصابعه نحو وجه ميوسيتش ولكمه في عينه.
أقيم نزال العودة بين ميوتيتش ودانيال كورميي في 17 أغسطس 2019 في حدث يو إف سي 241 على لقب بطولة يو إف سي للوزن الثقيل. فاز ميوتيتش في النزال عن طريق الضربة الفنية القاضية في الجولة الرابعة بعد أن قام بإسقاط عدة خطافات يسرى نظيفة على الجسم ومتابعتها بلكمات في الرأس، واستعادة اللقب. أكسبه هذا الفوز مكافأة أداء الليلة. لقد ظل خارجًا حتى عام 2020 بسبب تلف في شبكية العين نتيجة لكزة عين عرضية من كورميي.
في 9 يونيو 2020، تم الإعلان عن التوقيع على نزال الثلاثية بين ميوتيتش وكورميي لتقام في حدث يو إف سي 252 في 15 أغسطس 2020. فاز ميوتيتش بالقتال من خلال قرار القضاة بالإجماع، وهذه المرة حيث تلقى كلا المقاتلين وكزات في العين أثناء القتال.
واجه ميوتيتش فرانسيس نغانو في نزال العودة يوم 27 مارس 2021 في حدث يو إف سي 260. وخسر اللقب بالضربة القاضية في الجولة الثانية.
بعد توقف دام عامين، كان من المقرر أن يواجه ميوسيتش جون جونز على لقب بطولة يو إف سي للوزن الثقيل في 11 نوفمبر 2023، في حدث يو إف سي 295. ولكن في 25 أكتوبر، تم الإعلان عن إلغاء النزال بعد تعرض جونز لإصابة في العضلات الصدرية. وسيضطر لعمل عملية جراحية والتي ستبعده لمدة 8 أشهر.
بعد انقطاع دام ثلاث سنوات منذ آخر نزال له، من المقرر أن يواجه ميوسيتش بطل يو إف سي للوزن الثقيل الحالي (وهو أيضًا بطل يو إف سي لوزن خفيف الثقيل السابق مرتين) جون جونز في 16 نوفمبر 2024 في حدث يو إف سي 309. خسر بالضربة الفنية القاضية في الجولة الثالثة. في مقابلته بعد القتال، أعلن ميوتيتش اعتزاله فنون القتال المختلطة.

## حياته الشخصية
يعمل ميوتيتش كإطفائي ومسعف بدوام كامل، وأصبح بدوام كامل في عام 2022 بعد سنوات عديدة من العمل بدوام جزئي، في أوكوود وفالي فيو، أوهايو. كان السبب الذي جعله يتحول إلى العمل بدوام كامل هو الرعاية الصحية والتغطية التأمينية لعائلته على المدى الطويل. عندما سُئل من قبل جو روغان لماذا لا يزال يعمل كرجل إطفاء على الرغم من كونه بطل يو إف سي، ذكر أنه يحتاج إلى شيء يعود إليه بعد انتهاء مسيرته القتالية. تزوج من ريان ماري كارني في 18 يونيو 2016، في كنيسة الكلمة الإلهية الكاثوليكية في كيرتلاند، أوهايو. في 20 يناير 2018، أعلن ميوتيتش أن الزوجين يتوقعان طفلهما الأول. ولدت ابنته ميلا في عام 2018. رحبوا بطفلهم الثاني، وهو صبي يدعى ماتيو كروز، في 28 أغسطس 2021 كما أعلن على إنستغرام ميوتيتش من قبل بروس بفر.
ميوتيتش يستطيع فهم اللغة الكرواتية، رغم أنه لا يجيد اللغة ويتعلمها.
في 22 نوفمبر 2022 أعلن ميوتيتش عن وفاة والده.

## البطولات والإنجازات

### فنون القتال المختلطة
- يو إف سي
  - بطولة يو إف سي للوزن الثقيل (مرتين)
    - أربعة دفاعات ناجحة عن اللقب بشكل عام
      - ثلاثة دفاعات ناجحة عن اللقب في فترته الأولى
        - أكثر من دافع عن اللقب بشكل متتالي في تاريخ فئة الوزن الثقيل في يو إف سي (3)

      - دفاع واحد ناجح عن اللقب في فترته الثانية
        - أكثر عدد إجمالي دفاعات مجمعة في تاريخ فئة الوزن الثقيل في يو إف سي (4)

      - بالـشراكة مع (راندي كوتور) أكثر من حقق انتصارات في نزالات اللقب للوزن الثقيل في يو إف سي (6)[103]
      - أكثر من أنهى خصومه في نزالات لقب الوزن الثقيل في يو إف سي (4)
      - أكثر من أنهى خصومه بالضربة القاضية في نزالات لقب الوزن الثقيل في يو إف سي (4)

  - قتال الليلة (ثلاث مرات) ضد ستيفان ستروف، جونیور دوس سانتوس وأليستير أوفيرم
  - أداء الليلة (خمس مرات) ضد فابيو مالدونادو، أندراي أرلوفسكي، فابريسيو ويردوم، جونیور دوس سانتوس، ودانيال كورميي[84]
  - أفضل ضربة قاضية في الليلة (مرة واحدة) vs. فيل دي فرايز
    - أكثر من كسب مكافآت ما بعد القتال في تاريخ فئة الوزن الثقيل في يو إف سي (9)[104]

  - أكثر من سدد ضربات موجهه للرأس في قتال واحد (330) ضد مارك هنت
  - ثالث أكثر من سدد ضربات مؤثرة في تاريخ فئة الوزن الثقيل في يو إف سي (970)[105]
  - ثاني أكبر عدد من الضربات في تاريخ فئة الوزن الثقيل في يو إف سي (1537)[105]
  - عودة العام 2019 من تكريمات يو إف سي ضد دانيال كورميي[106]
- سلسلة قتال الحلفاء في أمريكا الشمالية
  - بطل سلسلة قتال الحلفاء في أمريكا الشمالية للوزن الثقيل
- إم إم إيه جونكي
  - قتال شهر ديسمبر 2014 ضد جونیور دوس سانتوس[107]
  - أفضل عودة لمقاتل في 2019[108]
- شيردوغ
  - الضربة القاضية لعام 2015 ضد مارك هنت[109]
- فايت ماتريكس
  - بطل فنون القتال المختلطة للوزن الثقيل مرتين[110]
- إم إم إيه دي إن إيه.إن إل
  - مقاتل العام 2016[111]
- جوائز فنون القتال المختلطة العالمية
  - يوليو 2020 عودة العام – 2019 ضد دانيال كورميي في حدث يو إف سي 241[112]

### أخرى
- جوائز كليفلاند الرياضية الكبرى للرياضي المحترف لهذا العام (2019)[113]
- قاعة مشاهير الرياضة الدولية (فئة 2022)[114]
- جدارية ميوتيتش تكريما له على واجهة صالة الألعاب الرياضية القوية في إنديبندنس، أوهايو، حيث يتدرب ميوتيتش.[115]

## سجل الفنون القتالية المختلطة
| السجل المهني |        |         |
| 25 نزال      | 20 فوز | 5 خسارة |
| ضربة قاضية   | 15     | 4       |
| قرار القضاة  | 5      | 1       |

| النتيجة | السجل | الخصم             | الطريقة                                   | الحدث                                                  | التاريخ        | الجولة | الوقت | المكان                                   | الملاحظات |
| ------- | ----- | ----------------- | ----------------------------------------- | ------------------------------------------------------ | -------------- | ------ | ----- | ---------------------------------------- | --- |
| خسر     | 20–5  | جون جونز          | ضربة فنية قاضية (ركلة خلفية دوارة ولكمات) | يو إف سي 295                                           | 11 نوفمبر 2023 | 3      | 4:29  | مدينة نيويورك، نيويورك، الولايات المتحدة | على لقب بطولة يو إف سي للوزن الثقيل.                                                                                   |
| خسر     | 20–4  | فرانسيس نغانو     | ضربة قاضية (لكمة)                         | يو إف سي 260                                           | 27 مارس 2021   | 2      | 0:52  | لاس فيغاس، نيفادا، الولايات المتحدة      | خسر لقب بطولة يو إف سي للوزن الثقيل                                                                                    |
| فاز     | 20–3  | دانيال كورميي     | قرار القضاة (بالإجماع)                    | يو إف سي 252                                           | 15 أغسطس 2020  | 5      | 5:00  | لاس فيغاس، نيفادا، الولايات المتحدة      | دافع عن لقب بطولة يو إف سي للوزن الثقيل. حطم الرقم القياسي لعدد الدفاعات عن لقب بطولة يو إف سي للوزن الثقيل (4).       |
| فاز     | 19–3  | دانيال كورميي     | ضربة فنية قاضية (باللكمات)                | يو إف سي 241                                           | 17 أغسطس 2019  | 4      | 4:09  | آناهايم، كاليفورنيا، الولايات المتحدة    | فاز بلقب بطولة يو إف سي للوزن الثقيل. أداء الليلة.                                                                     |
| خسر     | 18–3  | دانيال كورميي     | ضربة قاضية (باللكمات)                     | يو إف سي 226                                           | 7 يوليو 2018   | 1      | 4:33  | لاس فيغاس، نيفادا، الولايات المتحدة      | خسر لقب بطولة يو إف سي للوزن الثقيل                                                                                    |
| فاز     | 18–2  | فرانسيس نغانو     | قرار القضاة (بالإجماع)                    | يو إف سي 220                                           | 20 يناير 2018  | 5      | 5:00  | بوسطن، ماساتشوستس، الولايات المتحدة      | دافع عن لقب بطولة يو إف سي للوزن الثقيل. حطم الرقم القياسي لعدد الدفاعات عن بطولة يو إف سي للوزن الثقيل المتتالية (3). |
| فاز     | 17–2  | جونیور دوس سانتوس | ضربة فنية قاضية (باللكمات)                | يو إف سي 211                                           | 14 مايو 2017   | 1      | 2:22  | دالاس، تكساس، الولايات المتحدة           | دافع عن لقب بطولة يو إف سي للوزن الثقيل. أداء الليلة.                                                                  |
| فاز     | 16–2  | أليستير أوفيريم   | ضربة قاضية (باللكمات)                     | يو إف سي 203                                           | 10 سبتمبر 2016 | 1      | 4:27  | كليفلاند، أوهايو، الولايات المتحدة       | دافع عن لقب بطولة يو إف سي للوزن الثقيل. قتال الليلة.                                                                  |
| فاز     | 15–2  | فابريسيو ويردوم   | ضربة قاضية (لكمة)                         | يو إف سي 198                                           | 14 مايو 2016   | 1      | 2:47  | كوريتيبا، البرازيل                       | فاز بقلب بطولة يو إف سي للوزن الثقيل. أداء الليلة.                                                                     |
| فاز     | 14–2  | أندراي أرلوفسكي   | ضربة فنية قاضية (باللكمات)                | يو إف سي 195                                           | 2 يناير 2016   | 1      | 0:54  | لاس فيغاس، نيفادا، الولايات المتحدة      | بطولة يو إف سي للوزن الثقيل. أداء الليلة.                                                                              |
| فاز     | 13–2  | مارك هنت          | ضربة فنية قاضية (باللكمات)                | يو إف سي ليلة القتال: ميوتيتش ضد هنت                   | 10 مايو 2015   | 5      | 2:47  | أديلايد، أستراليا                        | |
| خسر     | 12–2  | جونیور دوس سانتوس | قرار القضاة (بالإجماع)                    | يو إف سي على فوكس: دوس سانتوس ضد ميوتيتش               | 13 ديسمبر 2014 | 5      | 5:00  | فينيكس، أريزونا، الولايات المتحدة        | نزال الليلة. |
| فاز     | 12–1  | فابيو مالدونادو   | ضربة فنية قاضية (باللكمات)                | نهائي المقاتل النهائي البرازيل 3: ميوتيتش ضد مالدونادو | 31 مايو 2014   | 1      | 0:35  | ساو باولو، البرازيل                      | أداء الليلة. |
| فاز     | 11–1  | جبريل غونزاغا     | قرار القضاة (بالإجماع)                    | يو إف سي على فوكس: هندرسون ضد طومسون                   | 25 يناير 2014  | 3      | 5:00  | شيكاغو، إلينوي، الولايات المتحدة         | |
| فاز     | 10–1  | روي نيلسون        | قرار القضاة (بالإجماع)                    | يو إف سي 161                                           | 15 يونيو 2013  | 3      | 5:00  | وينيبيغ، مانيتوبا، كندا                  | |
| خسر     | 9–1   | ستيفان ستروف      | ضربة فنية قاضية (باللكمات)                | يو إف سي على فيول تي في: ستروف ضد ميوتيتش              | 29 سبتمبر 2012 | 2      | 3:50  | نوتنغهام، إنجلترا                        | نزال الليلة. |
| فاز     | 9–0   | شاين ديل روزاريو  | ضربة فنية قاضية (بالمرفقين)               | يو إف سي 146                                           | 26 مايو 2012   | 2      | 3:14  | لاس فيغاس، نيفادا، الولايات المتحدة      | |
| فاز     | 8–0   | فيليب دي فرايز    | ضربة قاضية (باللكمات)                     | يو إف سي على فيول تي في: سانشيز ضد إلينبرجر            | 15 فبراير 2012 | 1      | 0:43  | أوماها، نبراسكا، الولايات المتحدة        | أفضل ضربة قاضية في الليلة.                                                                                             |
| فاز     | 7–0   | جوي بلتران        | قرار القضاة (بالإجماع)                    | يو إف سي 136                                           | 8 أكتوبر 2011  | 3      | 5:00  | هيوستن، تكساس، الولايات المتحدة          | |
| فاز     | 6–0   | بوبي برنتس        | ضربة فنية قاضية (الخضوع بركلات الساق)     | إن إيه إيه إف إس: فايت نايت في ذا فلاتس 7              | 4 يونيو 2011   | 2      | 4:27  | كليفلاند، أوهايو، الولايات المتحدة       | فاز بلقب بطولة سلسلة قتال الحلفاء في أمريكا الشمالية للوزن الثقيل.                                                     |
| فاز     | 5–0   | وليام بن          | ضربة قاضية (باللكمات)                     | إن إيه إيه إف إس: الانتقام المحبوس 9                   | 16 أبريل 2011  | 1      | 2:23  | كليفلاند، أوهايو، الولايات المتحدة       | لقب بطولة سلسلة قتال الحلفاء في أمريكا الشمالية للوزن الثقيل.                                                          |
| فاز     | 4–0   | جريجوري ماينارد   | ضربة فنية قاضية (باللكمات)                | إن إيه إيه إف إس: ليلة الأبطال 2010                    | 4 ديسمبر 2010  | 2      | 1:43  | كليفلاند، أوهايو، الولايات المتحدة       | |
| فاز     | 3–0   | جيريمي هولم       | ضربة قاضية (باللكمات)                     | إن إيه إيه إف إس: روك أن رمبل 4                        | 28 أغسطس 2010  | 1      | 1:36  | كليفلاند، أوهايو، الولايات المتحدة       | |
| فاز     | 2–0   | بول باري          | ضربة فنية قاضية (باللكمات)                | موسين: إله فنون الدفاع عن النفس                        | 21 مايو 2010   | 2      | 1:32  | ورستر، ماساتشوستس، الولايات المتحدة      | |
| فاز     | 1–0   | كوري موليس        | ضربة فنية قاضية (باللكمات)                | إن إيه إيه إف إس: قفص الغضب 9                          | 20 فبراير 2010 | 1      | 0:17  | كليفلاند، أوهايو، الولايات المتحدة       | |

## الدفع مقابل المشاهدة
| #   | الحدث        | النزال                  | التاريخ        | المكان                       | المدينة                                  | المبلغ  |
| --- | ------------ | ----------------------- | -------------- | ---------------------------- | ---------------------------------------- | ------- |
| 1.  | يو إف سي 198 | ويردوم ضد ميوتيتش       | 14 مايو 2016   | ملعب أرينا دي بايكسادا       | كوريتيبا، البرازيل                       | 217،000 |
| 2.  | يو إف سي 203 | ميوتيتش ضد أوفيرم       | 10 سبتمبر 2016 | صاروخ حقل الرهن العقاري      | كليفلاند، أوهايو، الولايات المتحدة       | 475،000 |
| 3.  | يو إف سي 211 | ميوتيتش ضد دوس سانتوس 2 | 13 مايو 2017   | مركز الخطوط الجوية الأمريكية | دالاس، تكساس، الولايات المتحدة           | 300،000 |
| 4.  | يو إف سي 220 | ميوتيتش ضد نغانو        | 20 يناير 2018  | تي دي غاردن                  | بوسطن، ماساتشوستس، الولايات المتحدة      | 380،000 |
| 5.  | يو إف سي 226 | ميوتيتش ضد كورميي       | 7 يوليو 2018   | تي موبايل أرينا              | لاس فيغاس، نيفادا، الولايات المتحدة      | 380،000 |
| 6.  | يو إف سي 241 | كورميي ضد ميوتيتش 2     | 17 أغسطس 2019  | هوندا سنتر                   | آناهايم، كاليفورنيا، الولايات المتحدة    | لم تُكشف |
| 7.  | يو إف سي 252 | ميوتيتش ضد كورميي 3     | 15 أغسطس 2020  | يو إف سي أبيكس               | لاس فيغاس، نيفادا، الولايات المتحدة      | 500،000 |
| 8.  | يو إف سي 260 | ميوتيتش ضد نغانو 2      | 27 مارس 2021   | يو إف سي أبيكس               | لاس فيغاس، نيفادا، الولايات المتحدة      | لم تُكشف |
| 17. | يو إف سي 309 | جونز ضد ميوتيتش         | 16 نوفمبر 2024 | ماديسون سكوير جاردن          | مدينة نيويورك، نيويورك، الولايات المتحدة | لم تُكشف |

## وصلات خارجية
- ستيبي ميوتيتش على موقع يو إف سي (الإنجليزية)
- ستيبي ميوتيتش على موقع شيردوغ (الإنجليزية)
- ستيبي ميوتيتش على موقع Tapology.com (الإنجليزية)
- ستيبي ميوتيتش على موقع IMDb (الإنجليزية)
- ستيبي ميوتيتش على موقع قاعدة بيانات الفيلم (الإنجليزية)